# Калинин, Григорий Иванович
Григорий Иванович Калинин — руководитель Главного управления рабоче-крестьянской милиции.

## Биография
Работал начальником Управления внутренних дел Московского областного исполнительного комитета с 1956 до 10 августа 1959 года.
Приказом по МВД СССР комиссар милиции 2-го ранга М. В. Барсуков был освобождён от должности начальника Главного управления милиции МВД СССР, этим же приказом новым начальником ГУМ МВД СССР был назначен бывший начальник УВД Мособлисполкома генерал внутренней службы 3-го ранга Г. И. Калинин. Пребывал в должности до 25 января 1960 года, когда Главное управление милиции МВД СССР было упразднено, а его функции переданы в МВД Союзных Республик.

## Звания
- Генерал внутренней службы 3-го ранга;
- комиссар милиции 2-го ранга.